# 北の洋昇
北の洋 昇（きたのなだ のぼる、1923年2月1日 - 2002年1月8日）は、北海道網走郡網走町（現：網走市）北浜出身で立浪部屋に所属した大相撲力士。本名は緒方 昇（おがた のぼる）。最高位は西関脇。

## 来歴

### 目標は、双葉山を倒すこと
1923年2月1日に、北海道網走郡網走町北浜（現：北海道網走市北浜）で料理屋を営む家に次男として生まれた。幼少期から地元では有名な腕白だったが、小学4年生の時に実兄が事故で没したことでショックを受け、それ以降は腕白な性格から内気な性格へ変わっていった。実家が地元で人気の料理屋だったことから、厳しい父親に毎日家の手伝いをさせられていた。当時の網走郡は網走刑務所のイメージから陰惨とした場所であると勘違いされやすかったが、本人が入幕後に語ったところによると冬の寒さは厳しいが、道立公園には6月頃から9月頃まではハマナス、エゾキスゲ、カンゾウ、スズラン、ヒオウギアヤメなど50種類程度の花が咲き誇る明るい街であったという。幼少期の緒方が育った網走では、ニシン漁がある時だけ駆り出されそれが終わると捨てられたどさんこが強く育ち、捨てられてから生き残ったどさんこがまたニシン漁に駆り出された。
1938年の暮れのある日、自宅へ宿泊した旭川の馬飼いが緒方少年の大きな体格を見い出し、その人物が旭川幸之焏とも親しかったことで立浪部屋への入門を勧めたが、緒方少年は相撲好きだったものの「他の部屋に入って双葉山定次に勝つ相撲取りになりたい」と考えて出羽海部屋への入門を希望していた。当時の双葉山は、同年に玉錦三右エ門が現役死亡したことで角界を代表する大横綱となっており、出羽海部屋では一門ぐるみで「打倒双葉」を合言葉に、どのように破るかで連日猛稽古と研究に明け暮れていた時期だった。馬飼いはこの姿勢に一度は引き上げたものの、1939年の春に再び訪ねて来て熱心に説得すると、一家の稼ぎ手を失うことを心配した母親から反対されたものの、立浪部屋への入門が決定した。

### 立浪部屋で初土俵
立浪部屋への入門が決まった緒方少年だったが、1939年1月場所4日目に安藝ノ海節男が双葉山の連勝を止めたことを知ると、双葉山のような強い関取になることを目標に掲げるようになった。入門時の体重は71kgだったが、入門直前の緊張から3kgも減ってしまった。これでは新弟子検査で合格しないと感じた緒方少年は、検査直前に飯や水を口にして増量を図るも1.5kg不足してしまった。検査を担当した若者頭が鳴戸に目配せして合格を頼んだが聞き入れてもらえず、さらには力士を諦めて床山になることを勧められた。当時は入門者が殺到していたので検査も厳しく、体重の目溢しなどしてもらえなかった。さらに自費養成力士制度もなかったのも緒方に対して不利に働いた。
それでも力士になる夢を諦めなかった緒方少年は、翌場所も新弟子検査を受験して合格し、1940年1月場所で初土俵を踏んだ。四股名は郷里・北海道に因んで「北ノ海」にする予定だったが、同名の者が前相撲の初日にいたことが判り、「北ノ洋」に変更した。

### 幕内定着
新弟子時代の頃の立浪部屋を「1日、2日おきには新弟子たちがずらっと並んで、部屋には70人近くいたと思う。寝るところにも困って、稽古場、女中部屋にまであふれていた」と本人は述懐している。この頃の立浪部屋は出羽海部屋のように一門連合稽古のようなことは行わず、新弟子時代には親方衆も少なかったため自分で相撲四十八手の本を買って相手がいると思って1人で技をかける相撲版シャドーボクシングのようなことをやるなどして、当時の大抵の所属力士達が自分のコンディションを中心として調整したように北ノ洋自身も稽古を積んだ。入門後は第二次世界大戦が激化したが、幸いにも兵役に取られることが無いまま着実に昇進した。だが、1944年5月に幕下9枚目まで上がったところで結核を患ったため、以後4年以上幕下で足踏みを続けてしまい、1948年10月場所にてようやく新十両昇進を果たした。初めは軽量ながら立合いに頭で当たり、四つに組んでから投げを中心に俊敏な変化を交える半端な相撲だったが、体重が増えて着実に力を付けていくと左を差してから右で押っ付けて一気に寄り切る取り口に変わった。この結果、1950年9月場所で新入幕を果たしてからは上位陣、とりわけ朝潮太郎には滅法強くなり、他にも東富士欽壹・栃錦清隆・千代の山雅信などといった戦後間もない頃を代表する名横綱を度々苦しめ、獲得した金星10個は当時の最多記録だった。
1957年11月場所において腰痛と左足首関節を捻挫して以降は、稽古での申し合いを減らした上で、通勤ラッシュで混雑する平日朝8時頃の両国駅の階段を廻し姿で昇り降りするなど、足の鍛錬を増やしていった。本場所では負け越す回数が増えていくが、怪我をしたならば北の洋なりの回復方法を探って、少しでも長く幕内で活躍しようとする姿勢に、驚く乗客もいたが激励の声も多かった。

### 現役引退～晩年
1962年3月場所で5勝10敗と大きく負け越し、来場所の十両陥落が決定的になったところで現役を引退し、年寄・武隈を襲名した。引退時は39歳で、両国駅での毎朝の自主トレーニングが丈夫で長持ちするということを実証した形となった。年寄・武隈としては日本相撲協会の理事や監事を歴任し、春日野理事長の体制を支える重要な役割を担った。弟弟子である安念山治（羽黒山礎丞）からも全幅の信頼をおかれ、1969年10月に先代立浪（元横綱・羽黒山）が亡くなると、年寄・追手風を襲名していた羽黒山礎丞（=安念山）が「立浪」を継承する際に「武隈親方がいれば大丈夫だ」と言われるほどだった。在職中には日本テレビの相撲放送解説を務めていた。
1987年の年末に横綱・双羽黒光司が立浪とちゃんこの味付けを巡って衝突し、女将を突き飛ばして部屋を飛び出す騒動が発生した（双羽黒廃業騒動）。武隈は双羽黒の居場所を突き止め、結果としてそのまま廃業となったことで失敗に終わったものの、双羽黒に対して部屋に戻って謝罪するように説得に当たるなど、騒動解決に奔走した。
1988年1月場所を最後に停年退職し、娘婿の元関脇・黒姫山秀男に年寄・武隈の年寄名跡を譲った。自身は本名の「緒方 昇」としてNHKの相撲解説を務めたほか、タレントとしてNHK総合テレビのクイズ番組「クイズ日本人の質問」に出羽錦忠雄と共に解答者（大相撲チーム）として準レギュラー出演していたほか、1996年には映画「スーパーの女」（伊丹十三監督）に出演したことが話題となった。
2000年1月場所を最後に勇退した後も新聞などで相撲の評論活動を行っていたが、2001年の春に脳梗塞で突然倒れて療養生活を送る。一時快方に向かったが2002年1月8日、脳梗塞のため栃木県那須郡塩原町（当時。現在は合併により那須塩原市塩原地区）の病院で死去、78歳没。墓所は旧・両國國技館が開館するまで相撲が行われていた、両国の回向院にある。

## 人物・エピソード
新入幕が初土俵から10年経過していたことで出世がゆっくりだったが、前述のように体重の重さと力量を生かして相手を土俵際へ追い詰める取り口で幕内に長く定着し、土俵際での逆転の網打ち・うっちゃりで物言いが付く取組も多かった。それでも左足を置いてから添えた右足を横一文字に引く颯爽とした仕切りは、相手に丁寧に合わせることから待ったをほとんどせず、土俵態度として立派だったという。
日本放送協会の相撲解説では現役時の四股名で務めるのが慣例だが（現役では北の富士勝昭・舞の海秀平）、「きたのなだ」という四股名が大変読みにくいために本名での出演になったという。
白い稲妻というあだ名は、北の洋の没後にやくみつるが描いた4コマに登場している。
双葉山に心酔しており、双葉山のことを語る時、何かと「崇高な」という形容詞を使った。羽黒山に関しては戦時中の角界で苦楽を共にした間柄であるため「ジャングイ」（"大将"の意。日本軍の将校になぞらえた呼び方）と呼んでいたが、一方で「ケチ」などという見方をしていた。黒姫山が「ずっと同じ部屋で近くに接してきているから、『ケチ』などという見方も出てくる」「双葉山さんだって間近で接すれば、"崇高な"なんていう言葉は出てこないかもしれませんよ」というと北の洋は「この野郎!」と怒った。
曾孫は境川部屋に所属する現役大相撲力士の黒姫山虎之介。

## 主な成績・記録
- 通算成績：494勝473敗29休 勝率.511
- 幕内成績：368勝388敗24休 勝率.487
- 現役在位：77場所
- 幕内在位：52場所
- 三役在位：8場所（関脇2場所、小結6場所）[1]
- 三賞：10回
  - 殊勲賞：4回（1957年9月場所、1958年11月場所、1959年3月場所、1960年1月場所）[1]
  - 敢闘賞：1回（1954年5月場所）[1]
  - 技能賞：5回（1953年5月場所、1954年5月場所、1957年3月場所、1958年1月場所、1960年3月場所）[1]
- 金星：10個（東富士：1個、吉葉山：2個、栃錦：2個、千代の山：1個、若乃花：1個、朝潮：3個）[1]

1957年11月場所で関脇昇進を果たしたが、34歳8ヵ月（※番付発表時）での新関脇は、三賞制定以後では当時の最年長記録であった（その後、2014年9月場所で豪風が更新している）。

### 場所別成績

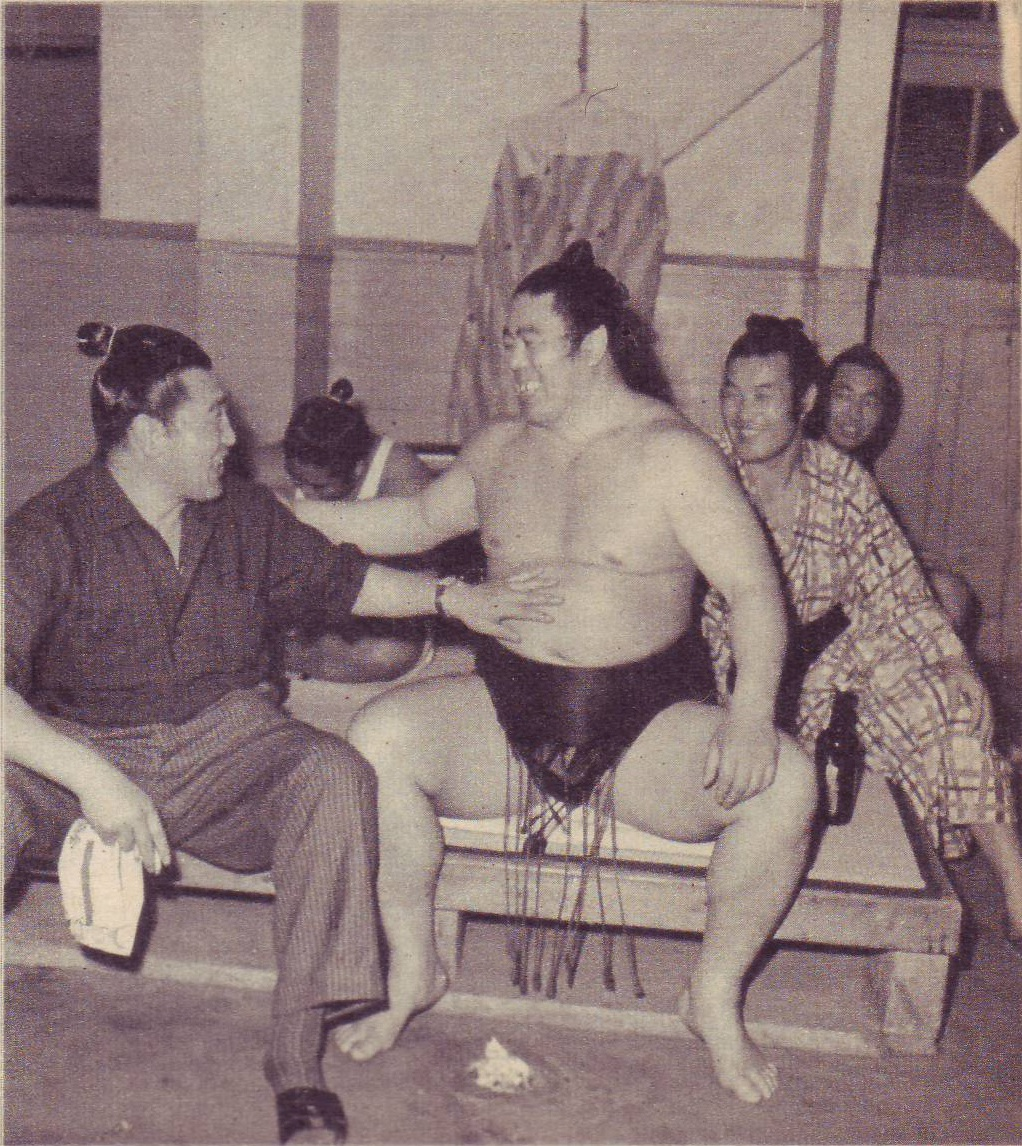
錣山（若葉山貞雄）（左）と談笑（1961年夏場所）

| | 一月場所 初場所（東京） | 三月場所 春場所（大阪）  | 五月場所 夏場所（東京） | 七月場所 名古屋場所（愛知） | 九月場所 秋場所（東京） | 十一月場所 九州場所（福岡） |
| --- | ----------------------- | ------------------------ | ----------------------- | --------------------------- | ----------------------- | --------------------------- |
| 1940年 （昭和15年） | （前相撲）              | x                        | 西新序 1–2              | x                           | x                       | x                           |
| 1941年 （昭和16年） | 西序ノ口12枚目 6–2      | x                        | 東序二段33枚目 4–4      | x                           | x                       | x                           |
| 1942年 （昭和17年） | 東序二段30枚目 7–1      | x                        | 東三段目21枚目 4–4      | x                           | x                       | x                           |
| 1943年 （昭和18年） | 東三段目14枚目 6–2      | x                        | 東幕下40枚目 5–3        | x                           | x                       | x                           |
| 1944年 （昭和19年） | 西幕下26枚目 5–3        | x                        | 東幕下9枚目 0–0–5       | x                           | x                       | 西幕下25枚目 3–2            |
| 1945年 （昭和20年） | x                       | x                        | 東幕下11枚目 2–3        | x                           | x                       | 東幕下13枚目 3–2            |
| 1946年 （昭和21年） | x                       | x                        | 国技館修理 のため中止   | x                           | x                       | 西幕下8枚目 4–3             |
| 1947年 （昭和22年） | x                       | x                        | 東幕下4枚目 1–4         | x                           | x                       | 西幕下12枚目 4–2            |
| 1948年 （昭和23年） | x                       | x                        | 東幕下4枚目 4–2         | x                           | x                       | 東十両14枚目 3–8            |
| 1949年 （昭和24年） | 東幕下4枚目 9–3         | x                        | 東十両10枚目 8–7        | x                           | 東十両8枚目 7–8         | x                           |
| 1950年 （昭和25年） | 西十両9枚目 11–4        | x                        | 東十両筆頭 9–6          | x                           | 西前頭18枚目 7–8        | x                           |
| 1951年 （昭和26年） | 東前頭19枚目 6–9        | x                        | 東十両筆頭 10–5         | x                           | 東前頭17枚目 5–6–4      | x                           |
| 1952年 （昭和27年） | 東前頭19枚目 7–8        | x                        | 東前頭20枚目 6–9        | x                           | 西前頭21枚目 7–8        | x                           |
| 1953年 （昭和28年） | 東十両筆頭 10–5         | 西前頭14枚目 10–5        | 西前頭9枚目 12–3 技     | x                           | 東前頭筆頭 2–6–7        | x                           |
| 1954年 （昭和29年） | 西前頭10枚目 12–3       | 西前頭3枚目 1–5–9 ★      | 東前頭10枚目 11–4 敢技  | x                           | 西小結 6–9              | x                           |
| 1955年 （昭和30年） | 西前頭筆頭 4–11         | 西前頭6枚目 6–9          | 東前頭9枚目 6–9         | x                           | 西前頭12枚目 10–5       | x                           |
| 1956年 （昭和31年） | 東前頭5枚目 5–10        | 東前頭9枚目 8–7          | 東前頭8枚目 7–8         | x                           | 西前頭9枚目 9–6         | x                           |
| 1957年 （昭和32年） | 西前頭3枚目 3–12        | 東前頭11枚目 12–3 技     | 東前頭3枚目 9–6 ★       | x                           | 東小結 11–4 殊          | 西関脇 5–9–1                |
| 1958年 （昭和33年） | 西前頭筆頭 9–6 技★      | 西小結 6–9               | 西前頭筆頭 6–9          | 東前頭4枚目 6–9             | 東前頭7枚目 10–5 ★      | 東前頭筆頭 8–7 殊           |
| 1959年 （昭和34年） | 西小結 7–8              | 西前頭筆頭 8–7 殊★       | 東前頭筆頭 5–10         | 東前頭5枚目 7–8             | 東前頭6枚目 7–8         | 西前頭7枚目 9–6             |
| 1960年 （昭和35年） | 東前頭3枚目 9–6 殊★     | 東前頭筆頭 9–6 技★       | 西小結 10–5             | 西関脇 7–8                  | 東小結 4–11             | 東前頭5枚目 5–10            |
| 1961年 （昭和36年） | 東前頭8枚目 9–6         | 東前頭2枚目 5–10         | 西前頭4枚目 7–8 ★       | 東前頭5枚目 1–11–3          | 東前頭12枚目 7–8        | 西前頭13枚目 10–5           |
| 1962年 （昭和37年） | 東前頭7枚目 5–10        | 西前頭13枚目 引退 5–10–0 | x                       | x                           | x                       | x                           |
| 各欄の数字は、「勝ち-負け-休場」を示す。 優勝 引退 休場 十両 幕下 三賞：敢=敢闘賞、殊=殊勲賞、技=技能賞 その他：★=金星 番付階級：幕内 - 十両 - 幕下 - 三段目 - 序二段 - 序ノ口 幕内序列：横綱 - 大関 - 関脇 - 小結 - 前頭（「#数字」は各位内の序列） |                         |                          |                         |                             |                         |                             |

### 幕内対戦成績
| 力士名     | 勝数 | 負数 | 力士名         | 勝数  | 負数 | 力士名     | 勝数 | 負数 | 力士名       | 勝数 | 負数  |
| ---------- | ---- | ---- | -------------- | ----- | ---- | ---------- | ---- | ---- | ------------ | ---- | ----- |
| 朝潮(米川) | 9    | 17   | 東海           | 0     | 1    | 東富士     | 1    | 1    | 愛宕山       | 2    | 0     |
| 一乃矢     | 0    | 4    | 五ッ洋         | 2     | 2    | 岩風       | 7    | 9    | 宇多川       | 1    | 1     |
| 及川       | 4    | 1    | 追手山         | 0     | 2    | 大瀬川     | 3    | 1    | 大起         | 6    | 5     |
| 大ノ海     | 1    | 0    | 大晃           | 14    | 13   | 小城ノ花   | 1    | 4    | 大蛇潟       | 8    | 7     |
| 海山       | 10   | 5    | 海乃山         | 2     | 2    | 甲斐ノ山   | 5    | 0    | 開隆山       | 1    | 2     |
| 柏戸       | 2    | 5    | 金乃花         | 3     | 1    | 神生山     | 1    | 0    | 神錦         | 3    | 4     |
| 神若       | 2    | 0    | 清ノ森         | 2     | 1    | 九州錦     | 0    | 1    | 国登         | 6    | 4     |
| 栗家山     | 1    | 0    | 高津山         | 1     | 1    | 琴ヶ濱     | 10   | 14   | 琴錦         | 2    | 2     |
| 櫻國       | 2    | 2    | 櫻錦           | 0     | 1    | 佐田の山   | 1    | 1    | 信夫山       | 13   | 13    |
| 嶋錦       | 4    | 4    | 清水川         | 5     | 4    | 新川(玉響) | 4    | 3    | 大鵬         | 1    | 7     |
| 高錦       | 1    | 0    | 玉乃海         | 12(1) | 9(1) | 千代の山   | 2    | 9(1) | 常錦         | 2    | 2     |
| 常ノ山     | 6(1) | 4    | 鶴ヶ嶺         | 13    | 9    | 輝昇       | 0    | 3    | 出羽錦       | 6    | 13(1) |
| 出羽ノ花   | 0    | 1    | 出羽湊         | 6     | 3    | 栃錦       | 2    | 20   | 栃ノ海       | 1    | 3     |
| 栃光       | 11   | 15   | 那智ノ山       | 1     | 1    | 鳴門海     | 7    | 7    | 成山         | 12   | 1     |
| 羽嶋山     | 6    | 5    | 緋縅           | 3     | 3    | 備州山     | 2    | 0    | 平ノ戸       | 1    | 0     |
| 広瀬川     | 4    | 4    | 福田山         | 4(1)  | 1    | 福ノ海     | 2    | 0    | 房錦         | 8    | 8     |
| 藤田山     | 2    | 1    | 冨士錦         | 3     | 3    | 二瀬山     | 3    | 2    | 星甲         | 3    | 2     |
| 前田川     | 1    | 3    | 前ノ山(佐田岬) | 1     | 0    | 増巳山     | 4    | 2    | 松登         | 9    | 10(1) |
| 三根山     | 8    | 8    | 宮城海         | 4     | 0    | 宮錦       | 5    | 4    | 宮柱         | 3    | 0     |
| 明武谷     | 3    | 3    | 八方山         | 2(1)  | 1    | 吉井山     | 3    | 6(1) | 芳野嶺       | 4    | 2     |
| 吉葉山     | 3    | 4    | 若駒           | 2     | 1    | 若瀬川     | 3    | 5    | 若秩父       | 7    | 6     |
| 若天龍     | 0    | 3    | 若ノ海         | 12    | 11   | 若ノ國     | 5    | 2    | 若乃花(初代) | 4    | 21    |
| 若前田     | 7    | 10   | 若三杉         | 5     | 4    |            |      |      |              |      |       |

## 家族
- 緒方よし子（妻）